# Вальферданж
Вальферданж (люкс. Walfer, фр. Walferdange) — коммуна в Люксембурге, располагается в округе Люксембург. Коммуна Вальферданж является частью кантона Люксембург. В коммуне находится одноимённый населённый пункт.
Население составляет 7383 человек (на 2008 год), в коммуне располагаются 3249 домашних хозяйств. Занимает площадь 7,06 км² (по занимаемой площади 113 место из 116 коммун). Наивысшая точка коммуны над уровнем моря составляет 405 м. (54 место из 116 коммун), наименьшая 228 м. (44 место из 116 коммун).